# アウグスト・ルートヴィヒ・フォン・スナルクラン・ド・グランシー

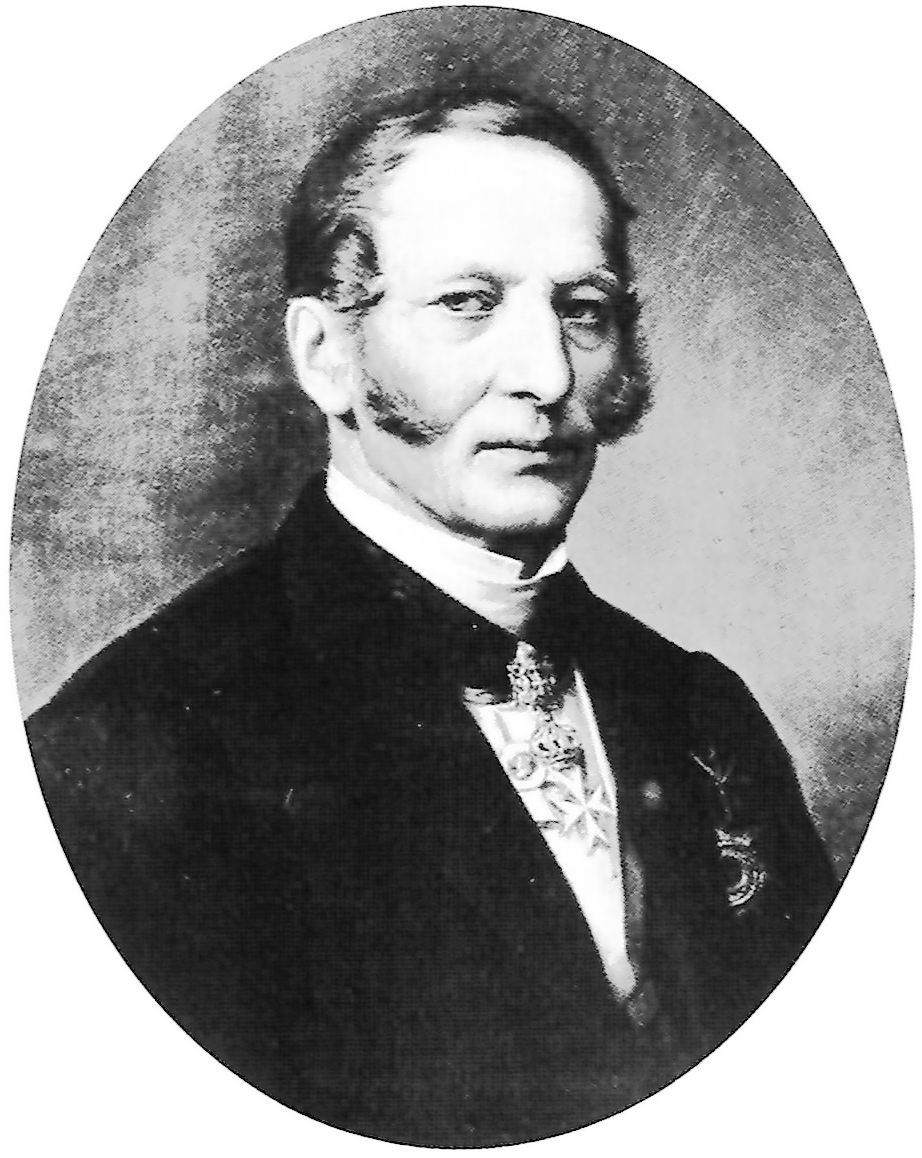
アウグスト・フォン・スナルクラン・ド・グランシー男爵

アウグスト・ルートヴィヒ・フォン・スナルクラン・ド・グランシー（August Ludwig Freiherr von Senarclens de Grancy, 1794年8月19日 エトワ城、ヴォー州 - 1871年10月3日 ハイリゲンベルク城）は、スイス出身のドイツ・ヘッセン大公国の軍人、廷臣。男爵。ヘッセン大公妃ヴィルヘルミーネの愛人であったとされる。
ローザンヌを本拠とする貴族家門スナルクラン・ド・グランシー家の一員であるセザール・オーギュスト・ド・スナルクラン・ド・グランシー男爵（1763年 - 1836年）と、その妻クローディーヌ・ド・ロリオルの間の長男として生まれた。ヘッセン大公国の軍隊に仕官して長く軍人としての経歴を築き、陸軍少将および大公家の厩舎長にまで昇進した。
1810年代末より、主君のヘッセン大公ルートヴィヒ2世の妻ヴィルヘルミーネに、侍従として仕えるようになった。大公妃は1809年に第2子を出産してからは夫と別居していたが、1821年以降さらに4人の子供を産んだ。大公妃の産んだ下の4人の子供は表向きは夫君の子とされたものの、実父はスナルクランだという憶測がヨーロッパ諸国の君主、閣僚、大使たちの書簡の間で飛び交った。以下の4人の大公子・大公女が、スナルクランを実父とすると考えられている。
- アマーリア・エリーザベト・ルイーゼ・カロリーネ・フリーデリケ・ヴィルヘルミーネ（1821年 - 1826年）
- 女児（1822年生、死産）
- アレクサンダー・ルートヴィヒ・ゲオルク・フリードリヒ・エミール（1823年 - 1888年） - バッテンベルク家始祖
- マクシミリアーネ・ヴィルヘルミーネ・アウグステ・ゾフィー・マリー（1824年 - 1880年） - ロシア皇帝アレクサンドル2世皇后

のちに伯爵令嬢ルイーゼ・フォン・エッティング・ウント・フュンストシュテッテン（1810年 - 1876年）と結婚し、3男3女の子女をもうけた。次男のルートヴィヒ・フォン・スナルクラン・ド・グランシーもヘッセン大公国の高級官僚となった。